# 村越としや
村越 としや（むらこし　としや、1980年5月22日 - ）は、日本の写真家。
福島県須賀川市生まれ。文化服装学院中退。日本写真芸術専門学校卒業。
主な受賞歴に、日本写真協会賞新人賞（2011年）、さがみはら写真新人奨励賞（2015年）。

2009年「TAP」を東京・清澄白河に創設する、展示や出版などの活動を積極的に行う、2015年「TAP」から脱会する。

東京国立近代美術館、サンフランシスコ近代美術館、相模原市、福島県立博物館に作品が収蔵されている。

現在、武蔵野美術大学、日本写真芸術専門学校講師。

## エピソード
「森山・新宿・荒木」展（東京オペラシティアートギャラリー）において、森山大道の助手を務める。

森山大道著『昼の学校 夜の学校』（平凡社）によると、

森山は、展示スペースの一角を「新宿の街角のようなコーナー」にしたいと考え、新宿ゴールデン街のポスターの複写を貼ることを思いついたという。

そこで、「あれはぼくがプランとアイデアを出して、村越君という若い写真家に全部撮ってもらったんです。」（P.216）

とある。森山は、村越を単なるアシスタントではなく、写真家として信頼していることがうかがえる。

複写されたポスターは「森山・新宿・荒木」展の図録に8点掲載されている。(P.166-173)

　また、村越自身も「日本カメラ」（2006年10月号）のインタビュー（TEXT;上野修）において、

「僕は、誰かの写真に影響を受けたということはないんですが、森山大道という写真家自身から受けた影響は大きかった。」と、

そして森山を「魅力的」で「写真に対する興味を膨らませてくれた」人であると述べている。

## 主な写真集
2020年「残渣」murakoshi toshiya factory
2019年「血の針」CASE publishing
2018年「濡れた地面はやがて水たまりに変わる」CASE publishing

2017年「沈黙の中身はすべて言葉だった」CASE publishing

「月に口笛」CASE publishing 

2016年「雷鳴が陽炎を断つ」冬青社

2014年｢火の粉は風に舞い上がる｣リブロアルテ/spooky CoCoon factory

2013年「木立を抜けて」タカイシイギャラリー/TAP

2012年「大きな石とオオカミ」plump WorM factory

2011年「土の匂いと」TAP

2010年「雪を見ていた」TAP

2009年「浮雲」TAP

2008年「草をふむ音」蒼穹舎

2006年「あめふり」蒼穹舎

## 写真展
2020年
「残渣」@半山ギャラリー
「あめふり」@WALL GALLERY
「Remaining」@shelter people
2019年
「The Needle of Blood」@CASE  TOKYO
「血の針」@須賀川市民交流センターtetee
2018年
「あめふりから濡れた地面はやがて水たまりに変わるまで」@CASE  TOKYO
「濡れた地面はやがて水たまりに変わる」@タカイシイギャラリー フォトグラフィ / フィルム

2017年
「月に口笛」@tokyoarts gallery
「沈黙の中身はすべて言葉だった」@CASE TOKYO  
「月に口笛」@FIKA cafe . art 
「須賀川 大地に眠る記憶」@時さえ忘れて
「須賀川 大地に眠る記憶」@牡丹会館

2016年
「雷鳴が陽炎を断つ」@ギャラリー冬青
「沈黙の中身はすべて言葉だった」@タカイシイギャラリー フォトグラフィ / フィルム

2014年
「村越としや写真展」@TAP
「火の粉は風に舞い上がる」@武蔵野市立吉祥寺美術館
「prayer & bark」@GALLERY 722
「もつれるものをほぐすとき」@TAP
「April-May 2013」@TAP
「January-March 2013」@TAP

2013年 
「March 2013」@TAP
「January-February2013 」@TAP
「木立を抜けて」@タカイシイギャラリー フォトグラフィ / フィルム
「大きな石とオオカミ 4」@B GALLERY

2012年 
「大きな石とオオカミ 3」@TAP
「Homeland」@count zero
「f伍」@count zero
「大きな石とオオカミ 2」@TAP
「草をふむ音」@福島空港
「f 肆」@TAP
「ここから見える光は?」@TAP

2011年 
「f 参」@TAP
「f 弍」@TAP
「f 壱」@nagune
「f 零」@count zero
「土の匂いと」@ギャラリー蒼穹舎
「FUKUSHIMA」@空蓮房
「あの日からずっと」@TAP

2010年
「雪を見ていた」@ギャラリー蒼穹舎
「村越としや写真展 4」@TAP
「村越としや写真展 3」@TAP
「村越としや写真展 2」@TAP
「月までの距離は?」@Plaza Gallery
「村越としや写真展 1」@TAP

2009年
「uncertain」@新宿ニコンサロン

2008年 
「ちょっと、海へ」@nagune
「timelessness」@コニカミノルタプラザ

2006年
「あめふり」@PLACE M

2005年
「彼岸花」@PLACE M

2004年
「去るモノの論理」@PLACE M